# Викаль, Жанна
Жанна Маргерит Эжени Викаль (в замужестве — Миллер; фр. Jeanne Marguerite Eugénie Vical (Miller); 12 марта 1908, VI округ Парижа — 27 февраля 1999, Флоренс, Орегон) — французская фехтовальщица-рапиристка. Участница летних Олимпийских игр 1932 года.

## Биография
Жанна Викаль родилась 12 марта 1908 года в VI округе французского города Париж.
Жила вместе с семьёй в американском городе Флоренс в штате Орегон.
В 1932 году вошла в состав сборной Франции на летних Олимпийских играх в Лос-Анджелесе. В личном турнире рапиристок в полуфинальной группе заняла последнее, 8-е место, проиграв все 7 поединков Хелене Майер из Германии — 0:5, Джуди Гиннесс из Великобритании — 2:5, Герде Мунк из Дании — 0:5, Мэрион Ллойд из США — 1:5, Йо де Бур из Нидерландов — 3:5, Маргит Даньи из Венгрии — 1:5 и Мюриэл Гуггольц из США — 1:5.
Умерла 27 февраля 1999 года во Флоренсе.

## Семья
Отец — Шарль Викаль, профессор, фехтовальщик. Во время Первой мировой войны служил капитаном французской армии, был награждён Военным крестом, был кавалером ордена Почётного легиона и ордена Короны Италии. Был инструктором сборной Франции по фехтованию на летних Олимпийских играх 1932 года.